# فريتز ليبر
فريتز ليبر (بالإنجليزية: Fritz Leiber) (24 ديسمبر 1910، شيكاغو في الولايات المتحدة - 5 سبتمبر 1992، سان فرانسيسكو في الولايات المتحدة) روائي أمريكي، حاصل على جائزة هوغو لأفضل قصة قصيرة عن «سيدة الظلام» في العام 1978، جائزة هوغو لأفضل رواية عن «الزمن المهم» في العام 1958 وجائزة هوغو لأفضل رواية قصيرة عن (بالإنجليزية: Gonna Roll the Bones) في العام 1968.يمكن اعتبار ليبر إلى جانب كتاب مثل روبرت هوارد ومايكل موركوك، أحد آباء الخط الأدبي السيف والسحر الخيالي، بعد صياغتهم للمصطلح.

## حياته
ولد فريتز ليبر في 24 ديسمبر عام 1910 في شيكاغو، إلينوي، للممثلين فريتز ليبر وفرجينيا برونسون ليبر. بدا ليبر لبعض الوقت وكأنه يميل للسير على خطى والديه؛ إذ كان المسرح والممثلون يظهران بشكل بارز في روايته. أمضى عام 1928 في جولة مع شركة والديه المسماة شكسبير (فريتز ليبر وشركاؤه) قبل التحاقه بجامعة شيكاغو، حيث انتُخب عضوًا في جمعية فاي بيتا كابا وحصل على درجة البكالوريوس في علم النفس وعلم وظائف الأعضاء أو علم الأحياء بمرتبة الشرف في عام 1932. من عام 1932 حتى عام 1933، عمل ليبر كقارئ عادي (كاهن غير مرخص) ودرس بصفته مرشحًا للعمل في الكهنوت في المدرسة اللاهوتية العامة في تشيلسي، مانهاتن، أحد فروع الكنيسة الأسقفية الأمريكية، دون الحصول على شهادة.
بعد متابعة ليبر لدراسته العليا في الفلسفة في جامعة شيكاغو في الفترة الممتدة بين عامي 1933 و1934، فشل مرة أخرى في الحصول على الشهادة، وبقي في شيكاغو يمضي وقته في التجوال مع شركة والديه بشكل متقطع (تحت اسمه الفني «فرانسيس لاثروب») بالتزامن مع متابعته لمسيرته الأدبية (بعد ست قصص قصيرة ضمن مجموعة عام 2010 عجائب غريبة: مجموعة مقتنيات من أعمال فريتز ليبر لتواريخ 1934 و1935). ظهر ليبر أيضًا إلى جانب والده في عدة أفلام في أدوار غير مسجلة، منها فيلم كاميل (1936) لجورج كيوكور، وفيلم ذا جريت جاريك (1937) لجيمس ويل، وفيلم ذا هانشباك أوف نوتردام (1939) لوليام ديتيرلي.
في عام 1936، بدأ بمراسلة وجيزة لكن مكثفة مع السيد هوارد فيليبس لافكرافت، الذي «شجع وأثر على تطور ليبر الأدبي» قبل استسلامه لسرطان الأمعاء وسوء التغذية في مارس عام 1937. قدم ليبر قصة فافرد وموسر الرمادي في «مغامرتين»، وهي أول قصة قصيرة له نشرت بشكل احترافي في طبعة أغسطس 1939 من مجلة أنون، التي حررها جون دبليو. كامبل.
تزوج ليبر من جونكيل ستيفنز في 16 يناير عام 1936. ولد ابنهما الوحيد، الفيلسوف وكاتب الخيال العلمي جاستين ليبر، في عام 1938. من عام 1937 حتى عام 1941، وظفه كتاب نشر الكتب الموحدة ككاتب في دائرة المعارف الأمريكية القياسية. في عام 1941، انتقلت العائلة إلى كاليفورنيا، حيث عمل ليبر كمدرس للخطابة والدراما في كلية أوكسيدنتال خلال السنة الدراسية 1941-1942.
عجز ليبر عن إخفاء ازدرائه للسياسة الأكاديمية مع دخول الولايات المتحدة الحرب العالمية الثانية، وقرر أن نضاله ضد الفاشية أكثر أهمية من قناعاته السلمية التي طال أمدها. قَبِل ليبر بوظيفة مع شركة طائرات دوغلاس في مجال فحص الجودة، حيث عمل في الدرجة الأولى على طائرة دوغلاس سي-47 سكاي ترين. طوال فترة الحرب، واصل ليبر نشر الروايات بانتظام في مجموعة متنوعة من الدوريات.
عادت العائلة بعد ذلك إلى شيكاغو، حيث عمل ليبر كمحرر مشارك في مجلة ساينس ديجست من عام 1945 حتى عام 1956. أثناء هذا العقد (الذي سبقه إحباط داخلي من عام 1954 إلى عام 1956)، كانت مخرجاته (بما فيها 1947 بيت أركام أنثولوجيا عناصر الليل السوداء) شبيهة ببول أندرسون باعتبارها «أفضل من في الخيال العلمي والخيال في عالم الأعمال». في عام 1958، عادت عائلة ليبر إلى لوس أنجلوس. في هذه المرحلة، تمكن ليبر من التخلي عن حياته الصحفية ودعم عائلته ككاتب خيال بدوام كامل.

## روابط خارجية
- فريتز ليبر على موقع IMDb (الإنجليزية)
- فريتز ليبر على موقع الموسوعة البريطانية (الإنجليزية)
- فريتز ليبر على موقع ألو سيني (الفرنسية)
- فريتز ليبر على موقع ميوزك برينز (الإنجليزية)
- فريتز ليبر على موقع أول موفي (الإنجليزية)
- فريتز ليبر على موقع قاعدة بيانات الأفلام السويدية (السويدية)
- فريتز ليبر على موقع إن إن دي بي (الإنجليزية)
- فريتز ليبر على موقع ديسكوغز (الإنجليزية)
- فريتز ليبر على موقع قاعدة بيانات الفيلم (الإنجليزية)
- فريتز ليبر على موقع كينوبويسك (الروسية)